# Ebal (antiker Staat)
Ebal war ein altorientalischer Stadtstaat im 3. Jahrtausend v. Chr. Der Ort ist vor allem aus Keilschrifttexten aus Ebla bekannt, wo sich ein Archiv mit etwa 20 000 Texten fand. Die Stadt Ebal lag wahrscheinlich nahe bei Nablus, im heutigen Israel.
Wegen der ähnlichen Namen scheinen schon antike Schreiber Ebla und Ebal verwechselt zu haben. Die Informationen zu dem Stadtstaat sind nur sehr bruchstückhaft, so dass es nicht möglich ist, sich auch nur ein annäherendes Bild von der Stadt zu machen. In einem undatierten Text ist der Name des Königs Atian überliefert. Es ist jedoch auch ein Statthalter von Ebla bekannt, was wiederum andeutet, dass Ebal zumindest zeitweise ein Vasall von Ebla war. Andere Texte aus Ebla berichten von diversen Kriegen. Demnach starben 3200 Menschen aus Badanu und Masanu, die für Ebal gekämpft hatten. Weitere Texte deuten an, dass Ebal zusammen mit Ebla, Gakam und Manuwat eine Koalition gegen Mari formte.